# Пинероло
Пинероло (итал. Pinerolo) је насеље у Италији у округу Торино, региону Пијемонт.
Према процени из 2011. у насељу је живело 30866 становника. Насеље се налази на надморској висини од 379 м.

## Становништво
Према резултатима пописа становништва 2011. у општини је живело 34.854 становника.
| 1931.  | 1936.  | 1951.  | 1961.  | 1971.  | 1981.  | 1991.  | 2001.  | 2011.  |
| ------ | ------ | ------ | ------ | ------ | ------ | ------ | ------ | ------ |
| 22.420 | 21.600 | 24.595 | 29.557 | 37.881 | 36.340 | 35.331 | 33.494 | 34.854 |

## Партнерски градови
- Гап
- Траунштајн
- Сан Франциско
- Дервента